# 草酸钕
草酸钕是钕的草酸盐，化学式为Nd2(C2O4)3，存在无水物和水合物。它的十水合物受热分解得到无水物，继续加热经Nd2O2C2O4，最终得到氧化钕。它和盐酸反应得到Nd(C2O4)Cl·3H2O。